# 호송차

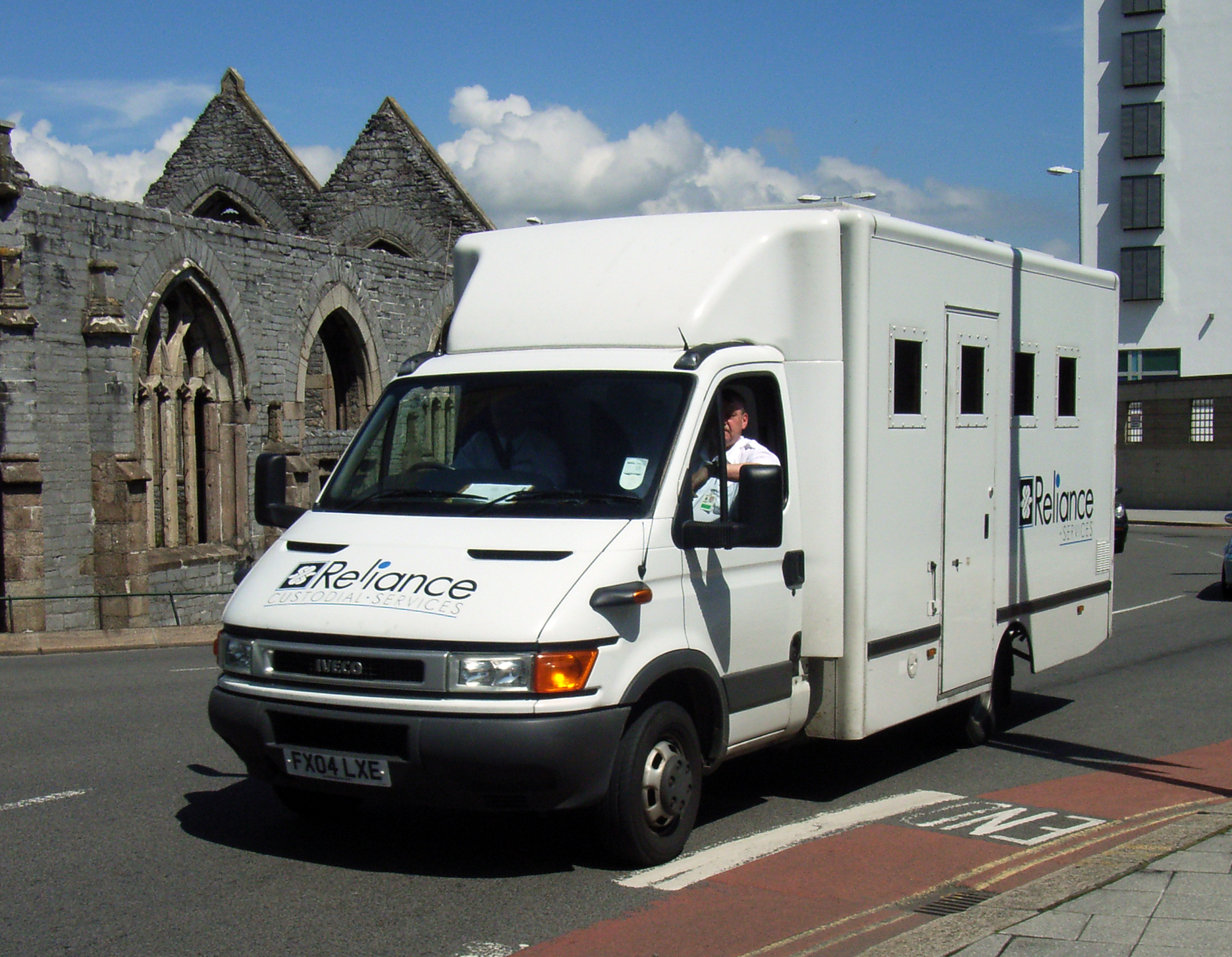
영국의 호송차

호송차(護送車)는 피의자나 죄수를 호송할 때 사용되는 자동차이다.
일반적으로 45인승 버스가 개조되어 사용되는데 호송하는 피의자나 죄수가 1~2명이면 승용차에 탑승시켜서 호송하고 호송하는 피의자나 죄수가 3~6명이면 승합차 등 소형버스에 탑승시켜서 호송하기도 한다.
호송차의 내부구조는 일반 차량과 다를 것이 없고 호송중인 피의자나 죄수가 탈옥하지 못하게 창문에 철창이 설치되어 있고 차량의 앞면 위쪽에 사이렌을 울리며 긴급히 운행할 수 있도록 만드는 경광등이 있다.
주로 구치소나 교도소에 수감된 피의자를 형사재판하기 위해 법원에 갈때와 구치소나 교도소에 수감되어 있다가 형사재판에서 형량이 확정된 피의자가 이감되어 복역할 교도소로 호송할때와 교도소에 수감되어 복역중인 죄수를 다른 교도소로 이감할 때 운행한다.

## 같이 보기
- 경찰버스